# Dassault Rafale
Dassault Rafale je francouzský dvoumotorový víceúčelový stíhací letoun s delta křídlem a kachními plochami. Byl navržený a vyráběný společností Dassault Aviation. Je vybavený širokým spektrem zbraní a je určen k vybojování vzdušné nadvlády, bitevním úkolům, leteckému průzkumu, pozemní podpoře, hloubkovým úderům, protilodním úderům a jadernému odstrašení. Rafale je firmou Dassault označován jako „všeobecný“ letoun.
Na konci 70. let se francouzské letectvo a francouzské námořnictvo snažily nahradit a konsolidovat své stávající flotily letadel. Za účelem snížení nákladů na vývoj a zvýšení potenciálních prodejů uzavřela Francie dohodu s Velkou Británií, Německem, Itálií a Španělskem o výrobě agilního víceúčelového letounu („Future European Fighter Aircraft“, kterým se stal Eurofighter Typhoon). Následné neshody ohledně sdílení práce a odlišné požadavky vedly k tomu, že Francie usilovala o vlastní program. Dassault postavil technologický demonstrátor, který poprvé vzlétl v červenci 1986 jako součást osmiletého programu letových testů, čímž připravil cestu pro zahájení projektu. Rafale se liší od ostatních evropských stíhaček své doby tím, že je téměř celý postaven jednou zemí, tedy většinou francouzských hlavních zbrojních dodavatelů jako Dassault, Thales a Safran.
Mnoho z avioniky a funkcí letadla jako přímý hlasový vstup, aktivní radar RBE2 AA a čelní infračervený vyhledávací a sledovací senzor (IRST), bylo vyvinuto a vyrobeno v tuzemsku pro program Rafale. Původně měl Rafale vstoupit do služby v roce 1996, ale utrpěl značná zpoždění kvůli rozpočtovým škrtům po studené válce a změnám v prioritách. Existují tři hlavní varianty: jednomístná pozemní verze Rafale C, dvoumístná pozemní verze Rafale B a jednomístná palubní verze Rafale M.
Rafale byl do služby uveden v roce 2001 a vyrábí se jak pro francouzské letectvo, tak pro francouzské námořnictvo jako palubní letoun. Typ byl opakovaně nabízen pro export, prvním úspěchem bylo jeho vítězství v indické soutěži Medium Multi-Role Combat Aircraft (MMRCA). Indie plánuje odebrat celkem 126 strojů. Dále byl vybrán egyptským letectvem, katarským letectvem, řeckým letectvem, chorvatským letectvem, indonéským letectvem a Spojenými arabskými emiráty. Rafale byl nasazen v bojích nad Afghánistánem, Libyí, Mali, Irákem a Sýrií.

## Vývoj

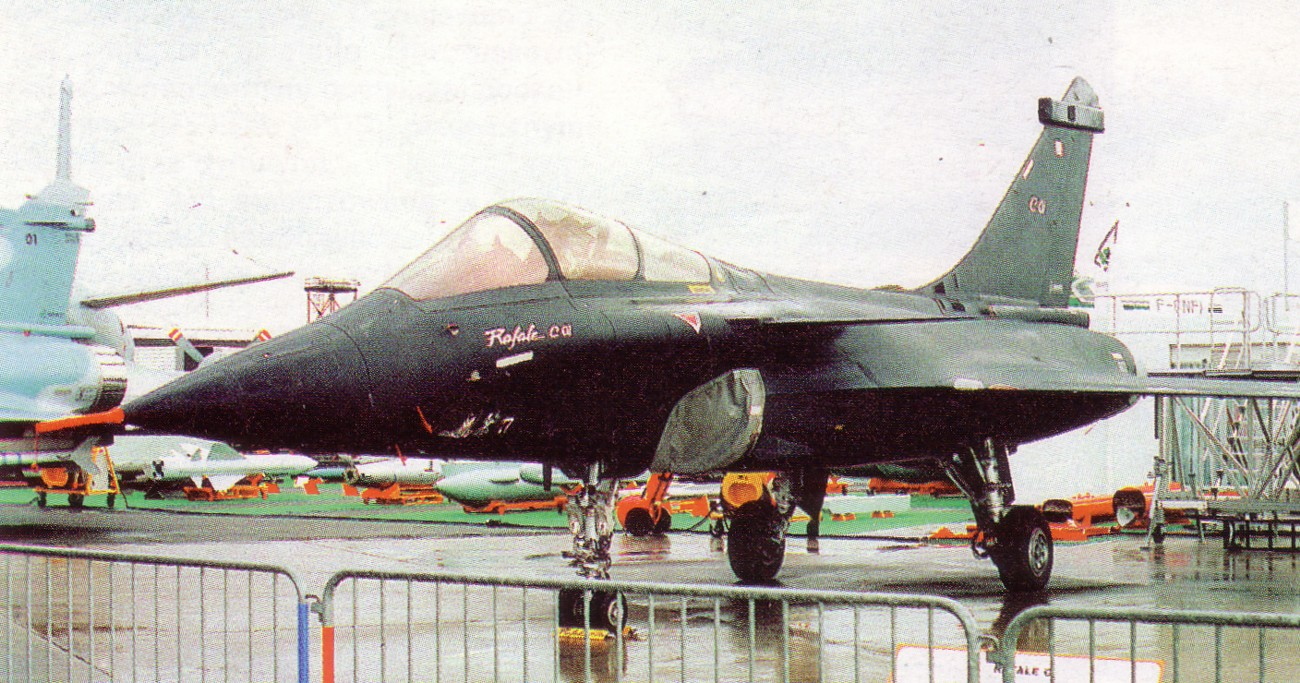
Prototyp Rafale C 01 na show v Paříži 1993

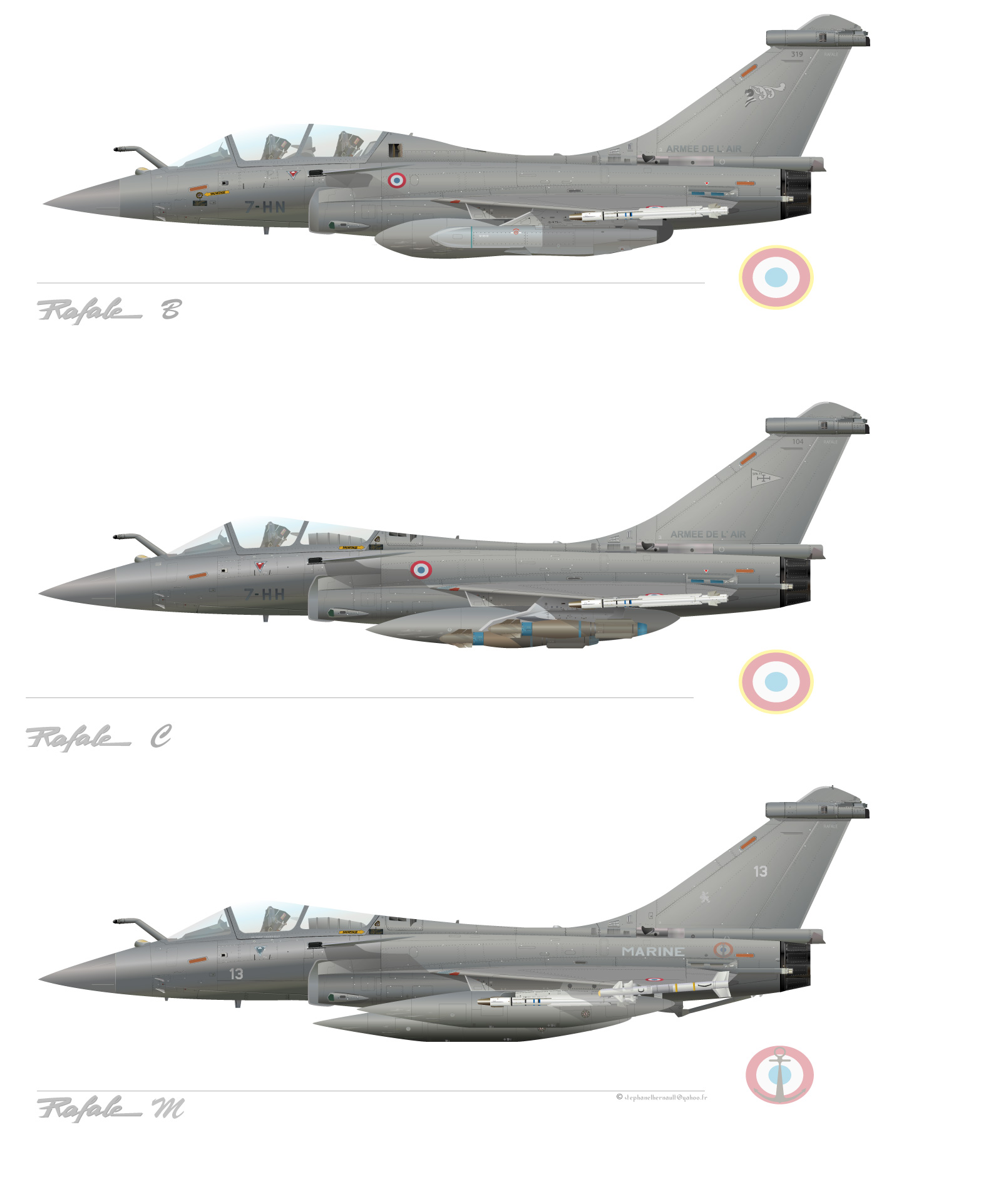
Rafale B/C

V roce 1983 se spojilo několik evropských zemí – Francie, Itálie, Velká Británie, Německo a Španělsko na projektu nového obratného víceúčelového bojového letounu, který by byl protiváhou nové generace ruských stíhacích letounů. Vedením konstrukčních prací a částí výroby byla pověřena Francie. Výsledkem byly dva technologické demonstrátory ACX (Avion de Combat Experimentale). V roce 1985 Francie konsorcium opustila a pustila se do vývoje vlastního letounu, více odpovídajícího jejím představám (zbytek konsorcia vyvinul nynější letoun Eurofighter Typhoon).
Technologický demonstrátor nového letounu dostal označení Rafale A a poprvé vzlétl 4. července 1986. Poháněly ho přitom dva americké dvouproudové motory General Electric F404-GE-400. Zkušební pilot Guy Miteaux-Maurouard se strojem dosáhl rychlosti Mach 1,3 a přetížení 5 g což nebylo obvyklé. V roce 1988 pak byla objednána sériová výroba typu.
Rafale byl projektován jako dvoumotorový jednomístný stroj v provedení delta kachna. Ve službě měl nahradit dosluhující letouny Super Étendard a Crusader u Aéronavale, což vyžadovalo schopnost operovat z paluby letadlových lodí a zároveň letouny Mirage F1 a Jaguar u Armée de l'air. Navíc měl doplnit stíhací letouny Mirage 2000 v úloze stroje pro vybojování vzdušné nadvlády.
Po skončení studené války dochází ve Francii, tak jako v mnoha jiných západoevropských zemích, ke škrtům výdajů na zbrojní průmysl. Tato situace se sice podepsala na časovém skluzu ve vývoji, ale i přesto byl Rafale v roce 2001 úspěšně dokončen a zařazen do francouzské armády.

## Konstrukce

Materiály použité ke konstrukci letadla Rafale

Letadlo je k dispozici ve třech variantách:
- Rafale C - standardní jednomístná verze, určená pro francouzské letectvo
- Rafale B - dvoumístná verze francouzského letectva, určená hlavně pro průzkumné a bombardovací mise. Válka v Zálivu ukázala, že při plnění těchto typů bojových úkolů je druhý člen posádky nenahraditelný.
- Rafale M - jednomístná verze, určená pro francouzské námořnictvo, schopná operovat z letadlových lodí. Od verze C a B se liší zesíleným trupem, delším předním podvozkem, delším záchytným hákem mezi motory a vestavěným nástupním žebříkem.

### Drak
Konstrukce s delta křídlem a kachními plochami dělá Rafale velmi obratným letadlem, schopným snést přetížení od -3,6 G až do 9 G. Letadlo je navrženo jako přirozeně nestabilní, avšak díky systému fly-by-wire dosahuje vynikajících letových schopností.
Přestože nepatří do kategorie "stealth" stíhaček, byl Rafale navržen s ohledem na co největší snížení radarového odrazu a tepelné stopy. Radarový odraz stroje se podařilo redukovat hlavně speciálním tvarováním draku a použitím kompozitních materiálů (70% plochy letadla).

### Kokpit
V kokpitu je využit koncept HOTAS (Hands On Throttle And Stick), kdy nejdůležitější ovládací prvky jsou umístěny na plynové a řídicí páce.
Sedadlo je nakloněno směrem dozadu pod úhlem 29°, aby byl pilot schopen lépe snášet vysoké přetížení při náročném manévrování.
Informace získané ze senzorů letadla jsou zobrazovány prostřednictvím průhledového displeje (head-up display) a tří multifunkčních barevných displejů. V závislosti na preferenci pilota může být využit také displej integrovaný do přilby a určený k zaměření cíle.

### Avionika

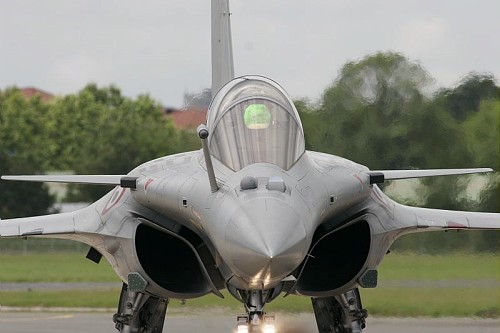
OSF je vidět pod kokpitem napravo od tankovací trubice

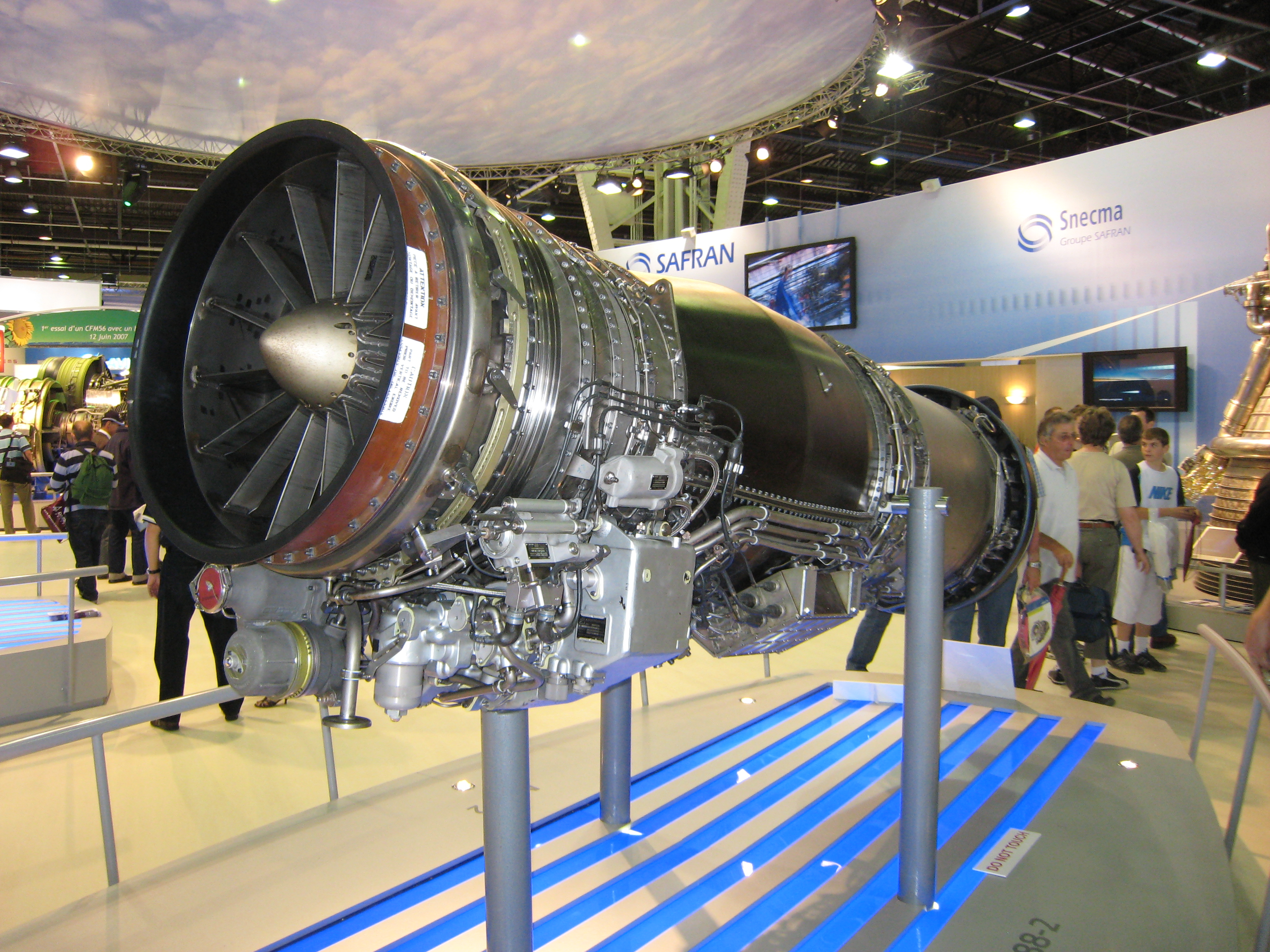
Motor Snecma-M88-2

Zhruba prvních 100 sériově vyrobených stíhaček Rafale bylo vybavených radarem RBE2 od firmy Thales. V říjnu 2012 se však Rafale stal první evropskou stíhačkou, vybavenou radarem typu AESA (Active Electronically Scanned Array). Je to moderní radar s aktivním elektronickým vychylováním paprsku a nese označení RBE2 AA. Radar by měl být schopen vyhledat cíl s radarovým odrazem 3 m2 až na 200 km a sledovat jej na 167 km. Systém RBE2 AA by měl být schopen navádět rakety až na 8 cílů současně a má mít horizontální úhlové pokrytí ± 70°.
Kromě radaru pomáhá letadlu Rafale při vybojování vzdušné nadvlády ještě systém pasivních senzorů. Je nazvaný OSF (Optronique Secteur Frontal) a byl vyvinut také společností Thales. Jak již z názvu vyplývá, jde o elektrooptický systém integrovaný v přední části letadla. Může pracovat buď na viditelné nebo na infračervené vlnové délce. To umožňuje pilotovi identifikaci vzdušných cílů a nasazení tepelně naváděných střel i mimo vizuální vzdálenost.
Rafale má integrovaný obranný systém s názvem SPECTRA, který je společným produktem firem Thales a MBDA. Jde o komplexní systém ochrany před vzdušnými a pozemními hrozbami. SPECTRA dokáže spolehlivě detekovat, identifikovat a lokalizovat hrozbu na dlouhou vzdálenost. To umožňuje pilotovi okamžitě vybrat nejúčinnější obranné opatření založené na kombinaci radarového rušení, vypouštění infračervených nebo radarových klamných cílů, případně provést únikový manévr.

## Varianty
- Rafale A – technologický demonstrátor
- Rafale B (Biplace) – dvoumístný letoun pro francouzské letectvo
- Rafale C (Chasseur) – jednomístný letoun pro francouzské letectvo
- Rafale M (Marine) – jednomístný palubní stíhač pro francouzské námořnictvo
- Rafale N – plánovaný dvoumístný palubní letoun, jeho vývoj byl zrušen

## Služba

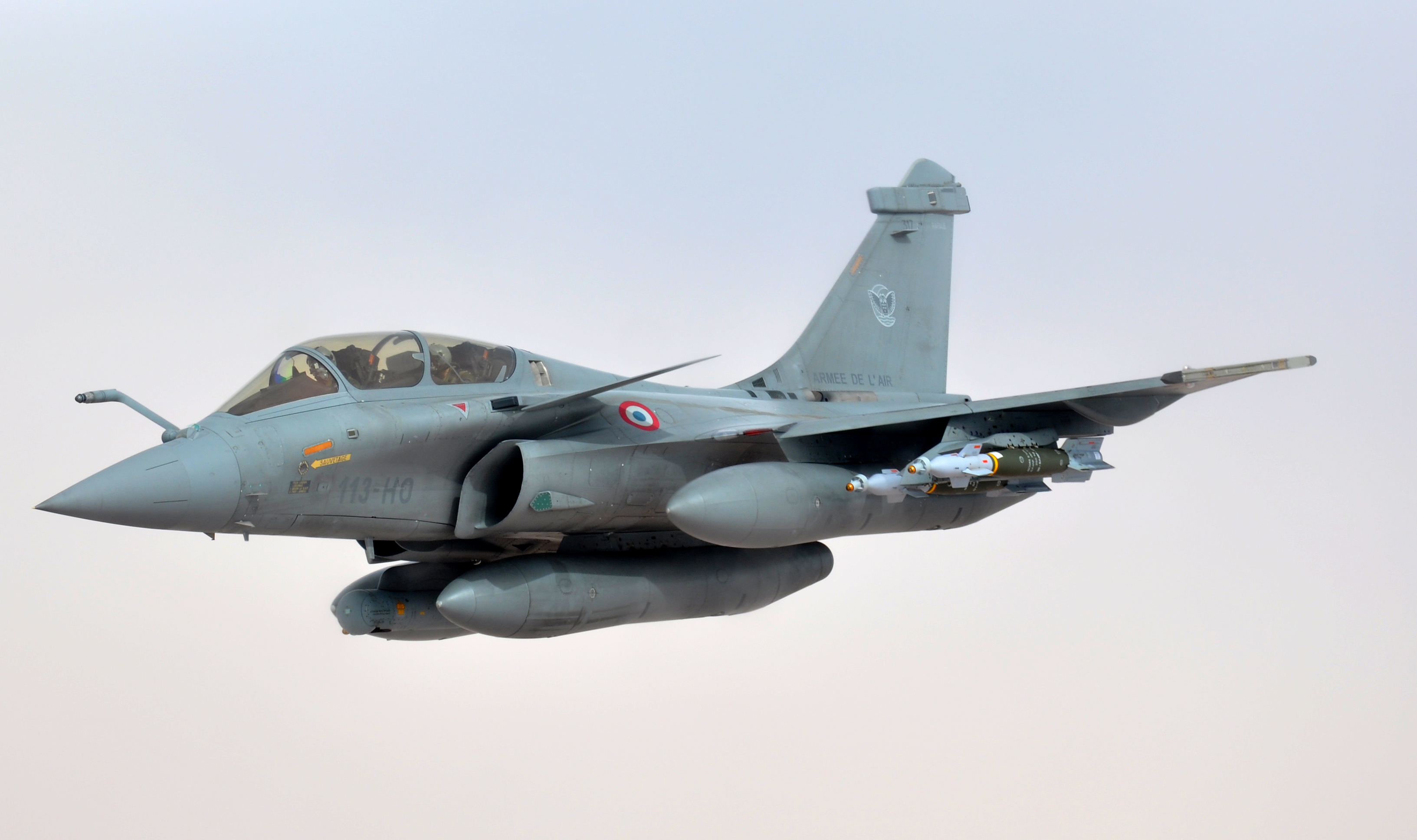
Rafale-B během operace v Mali

První mise proběhla v Afghánistánu 12. března 2007 a už 28. března došlo k bombardování pozemních cílů bombami GBU-12. K dalšímu nasazení došlo během intervence v Libyi 19. března 2011, kdy francouzské Rafale zahájily průzkumné operace a jejich prvními cíli se stalo dělostřelectvo v okolí města Benghází. Dne 24. března 2011 zničil jeden Rafale lehké útočné letadlo G-2 Galeb stojící na přistávací dráze. Také byly použity střely Storm Shadow a to proti libyjské letecké základně Al Jufra.
Během intervence v Mali bombardovala 13. ledna 2013 čtyři letadla Rafale výcvikové tábory, sklady a zařízení povstalců ve městě Gao. Dne 18. září se letadla Rafale připojila k americkým útokům na logistický sklad a pozice bojovníků Islámského státu v blízkosti města Zuma.
Dne 8. září 2015 začaly francouzské Rafale podnikat průzkumné lety nad Sýrií s cílem shromáždit informace o Islámském státě. 19. září zahájilo francouzské letectvo v Iráku operaci Chammal, což je souhrnný název pro boj proti Islámskému státu v Iráku a Sýrii. 27. září podniklo pět letadel Rafale první nálet v Sýrii, kde zničili výcvikový tábor nedaleko města Džaláa. O život přišlo 30 příslušníků extremistické organizace Islámský stát. Francie podnikla další nálety na výcvikový tábor ISIS 9. října během nichž zahynulo šest ozbrojenců. 3. ledna 2016 zničily francouzské letouny v Sýrii další objekt východně od města Aleppo. Čtyři stíhačky Rafale vzlétly ze základny Al Dhafrah ve Spojených arabských emirátech a terčem jejich náletů byla budova, kterou extremisté ze skupiny IS využívaly k výrobě raket a skladování zbraní. Při bombardování byly použity střely s plochou dráhou letu SCALP, známé také pod názvem Storm Shadow.

## Uživatelé
Egypt
Egyptské vojenské letectvo - ke květnu 2021 objednáno 54 ks. - 16 dvoumístných Rafale B a 8 jednomístných Rafale C. K lednu 2016 bylo Egyptu dodáno 6 strojů Rafale B.
 Francie
Francouzské letectvo - objednáno 132 ks Rafale B/C a k lednu 2016 disponovalo 89 stroji.
Francouzské námořnictvo - objednalo 48 ks Rafale M a k lednu 2016 disponovalo 30 stroji.
 Chorvatsko
Chorvatské letectvo - Chorvatský deník Juternji list přinesl v květnu 2021 zprávu o plánu chorvatského ministerstva obrany nakoupit 12 starších letounů Rafale B/C F3R. Informace byla 28. května 2021 potvrzena chorvatskou vládou. Za 10 jednomístných a 2 dvoumístné stroje Chorvatsko mělo zaplatit téměř 1 miliardu eur. Kupní smlouva byla oficiálně podepsána 25. listopadu 2021 během návštěvy francouzského prezidenta Macrona v Záhřebu. V dubnu 2024 na základně „plukovník Marko Živković“ u Záhřebu přistálo prvních šest letounů Rafale (čtyři jednomístné a dva dvoumístné). Poslední letoun byl dodán v dubnu 2025. Rafale ve službě nahradily letouny MiG-21.
 Indie
Indické letectvo - 23. září 2016 podepsala Indie s Francií mezivládní dohodu o nákupu 36 stíhaček Dassault Rafale v hodnotě 7,9 miliard eur. Dassault začne dodávat první letadla do 36 měsíců, přičemž všechny stroje by měla Indie obdržet do 66 měsíců. Samotná letadla stojí 3,4 miliard eur a 710 milionů eur zaplatí indické letectvo za výzbroj, která zahrnuje rakety typu vzduch-vzduch (MICA a Meteor) a střely vzduch-země s plochou dráhou letu SCALP. V ceně je dále zahrnut poplatek 1,7 miliard eur za modifikaci všech stíhaček podle požadavků Indických vzdušných sil. Úpravy by se měly týkat integrace izraelských přileb s integrovaným displejem, tak raket domácí výroby, systému elektronického boje, datové linky a identifikačního systému přítel-nepřítel (IFF). Za logistiku zaplatí Indie Dassaultu dalších 353 milionů eur a zbývajících 1,8 miliardy eur uhradí za náhradní díly pro letadla, vybudování hangárů a dvou zařízení na údržbu a opravy.
Indické námořní letectvo – 13. července 2023 podepsali premiéři Borneová a Módí předběžnou smlouvu o koupi 26 kusů palubní verze Rafale M. Dne 28. dubna 2025 byla podepsána smlouva o objednávce v hodnotě 7,5 mld USD, zahrnující 22 strojů palubní verze Rafale M, 4 dvoumístné cvičné verze DH, které budou operovat pouze z pozemních základen, a výzbroj, včetně střel Exocet a SCALP EG. Dodávky proběhnou v letech 2028–2030. Je to první exportní zakázka Rafale M. Součástí dohody není plný technologický transfer, ale počítá se s integrací perspektivní indické výzbroje, jako protiletadlové řízené střely Astra a protilodní střely NASM (Naval Anti-Ship Missile).
 Indonésie
Indonéské letectvo - V červnu 2021 byla podepsána dohoda o společném záměru (Letter of Intent) ohledně nákupu 36 letounů Rafale. Jednání probíhají od roku 2019. V únoru 2022 si Indonésie objednala prvních 6 stíhaček, a zakázka zahrnuje také dalších 36 kusů, které začnou být dodávány později.
 Katar
Katarské letectvo - objednáno 36 ks verze F3R.
 Řecko
Řecké letectvo - Řecko od Francie obdrží 18 strojů ve verzi Rafale F3R. Vybaveny by měly být střelami vzduch-vzduch Meteor a MICA, protilodními střelami Exocet a střelami s plochou dráhou letu Storm Shadow. První stroj si řecké letectvo převzalo 21. 7. 2021 na francouzské letecké základně Istres-Le Tubé.
 Spojené arabské emiráty
Letectvo Spojených arabských emirátů - Spojené arabské emiráty objednaly dne 3. prosince 2021 80 kusů letounu Rafale jako náhradu za 60 strojů Dassault Mirage 2000-9. Celková částka kontraktu byla stanovena na 14 miliard eur.

## Potenciální uživatelé

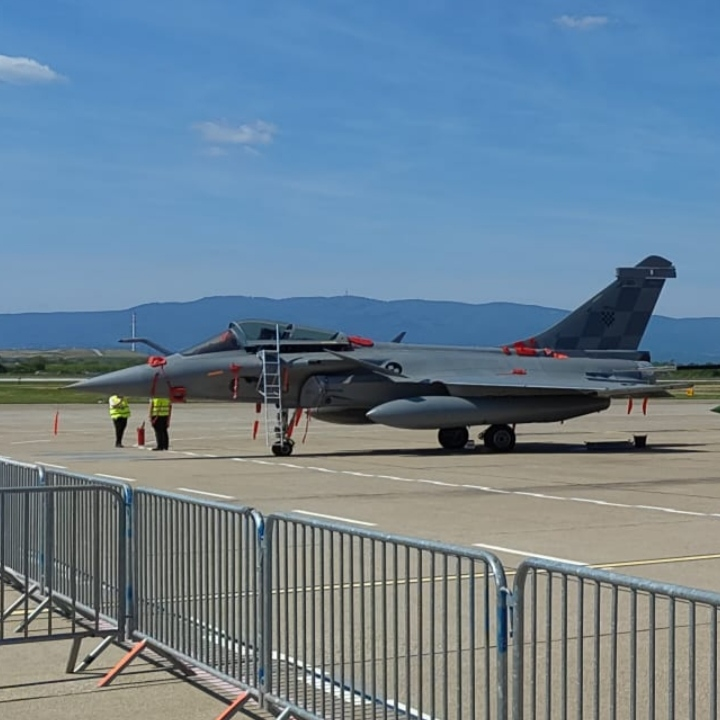
Stíhací letoun Rafale na výstavě v chorvatském městě Velika Gorica

Srbsko
Srbské letectvo - srbský prezident Aleksandar Vučić oznámil v prosinci 2021 záměr nahradit stíhačky MiG-29 stroji Dassault Rafale. Dne 29. srpna 2024 byla podepsána smlouva o nákupu 12 stíhaček Rafale v celkové hodnotě 2,7 miliard eur.
 Švýcarsko
Švýcarské vzdušné síly - Frankofonní švýcarský portál Le Martin označil francouzskou víceúčelovou stíhačku Rafale za vítěze švýcarského leteckého tendru na nový stíhací letoun.
 Ukrajina
Ukrajinské letectvo - Ukrajinské letectvo hodlá v letech 2023-25 nakoupit 6-12 nových víceúčelových stíhaček. Podle francouzského portálu Intelligence Online Paříž nabízí Kyjevu právě stroje Rafale.

## Specifikace

### Technické údaje
- Osádka: 1-2
- Délka: 15,27 m
- Rozpětí: 10,80 m
- Výška: 5,34 m
- Nosná plocha : 45,7 m²
- Hmotnost (prázdný): 9 500 kg
- Vzletová hmotnost: 14 016 kg
- Maximální vzletová hmotnost: 24 500 kg
- Pohonná jednotka: 2 × dvouproudový motor Snecma M88-2
  - Suchý tah: 50,04 kN každý
  - Tah s forsáží: 75,62 kN

### Výkony
- Maximální rychlost: 2 390 km/h
- Dolet: 3 700+ km
- Akční rádius: 1 852+ km
- Dostup: 16 800 m
- Stoupavost: 304,8+ m/s
- Plošné zatížení: 306 kg/m²
- Tah/Hmotnost: 1,10

### Výzbroj
- 1 × kanón GIAT 30/M791 ráže 30 mm se zásobou munice 125 ks
- 14 externích závěsů (B/C) a 13 externích závěsů (M) - s nosností do 9 500 kg
  - Střely vzduch-vzduch:
    - MBDA MICA IR
    - MBDA MICA EM
    - Magic II
    - MBDA Meteor

  - Střely vzduch-země:
    - MBDA Apache
    - Storm Shadow

  - Pumy:
    - AASM-Hammer
    - Paveway II/III/Enhanced Paveway

  - Další:
    - Thales Damocles - zaměřovací kontejner na laserem naváděné bomby
    - Thales AREOS - kontejner určený k průzkumu
    - 5 přídavných palivových nádrží ke zvýšení doletu